# Dolgi Hrbet
Le Dolgi Hrbet est un sommet des Alpes, à 2 473 m d'altitude, dans les Alpes kamniques, en Slovénie.
Dolgi Hrbet signifie « la longue échine », l’allongement de sa crête sommitale étant tout au plaisir des randonneurs alpins friands d'exposition et de l'utilisation occasionnelle de câbles du type via ferrata. Dolgi Hrbet est relié à Grintovec par le col Mlinarsko sedlo à l'ouest, et à l'est il rejoint l'ensemble Štruca / Skuta à la brèche Škrbina.
La face sud, au-dessus de la haute terrasse karstique Veliki podi est faite de courtes parois.
Par son dénivelé atteignant les 1 000 mètres, la très imposante face nord (munie d'une cinquantaine d'itinéraires) n'est comparable dans le massif qu'à la face nord du Planjava.

## Accès
- Sud : la terrasse Veliki podi est rejoignable par la voie normale du Skuta, partant du refuge Cojzova koča.
- Nord-ouest : le col Mlinarsko sedlo est rejoignable au départ du refuge Češka koča.
- Nord-est : les itinéraires d'alpinisme sont pour la plupart accessibles depuis le refuge Kranjska koča, situé sous la partie est de la face nord.

## Voies
- La Trikot au Trikot, en face nord.

## Sources
- (sl) Tone Golnar, Davo Karničar... et al., Plezalni vodnik Jezersko, Ljubljana, Planinska zveza Slovenije, 1999 (ISBN 961-6156-15-2). -guide d'alpinisme pour Jezersko (Club alpin slovène).
- (sl) Tine Mihelič, Rudi Zaman, Slovenske stene, Radovljica, Didakta, 2003 (ISBN 961-6463-47-0). -guide d'alpinisme et livre reconnu, couvrant les parois slovènes.
- (sl) Vladimir Habjan, Jože Drab... et al., Kamniško-Savinjske Alpe : planinski vodnik, Ljubljana, Planinska zveza Slovenije, 2004 (ISBN 961-6156-52-7). -guide de randonnée alpine pour les Alpes kamniques (Club alpin slovène).
- PzS (N° 266), GzS, Grintovci -  1 : 25 000[4], Ljubljana, 2005. -carte du Club alpin slovène.